# 한국토요타자동차

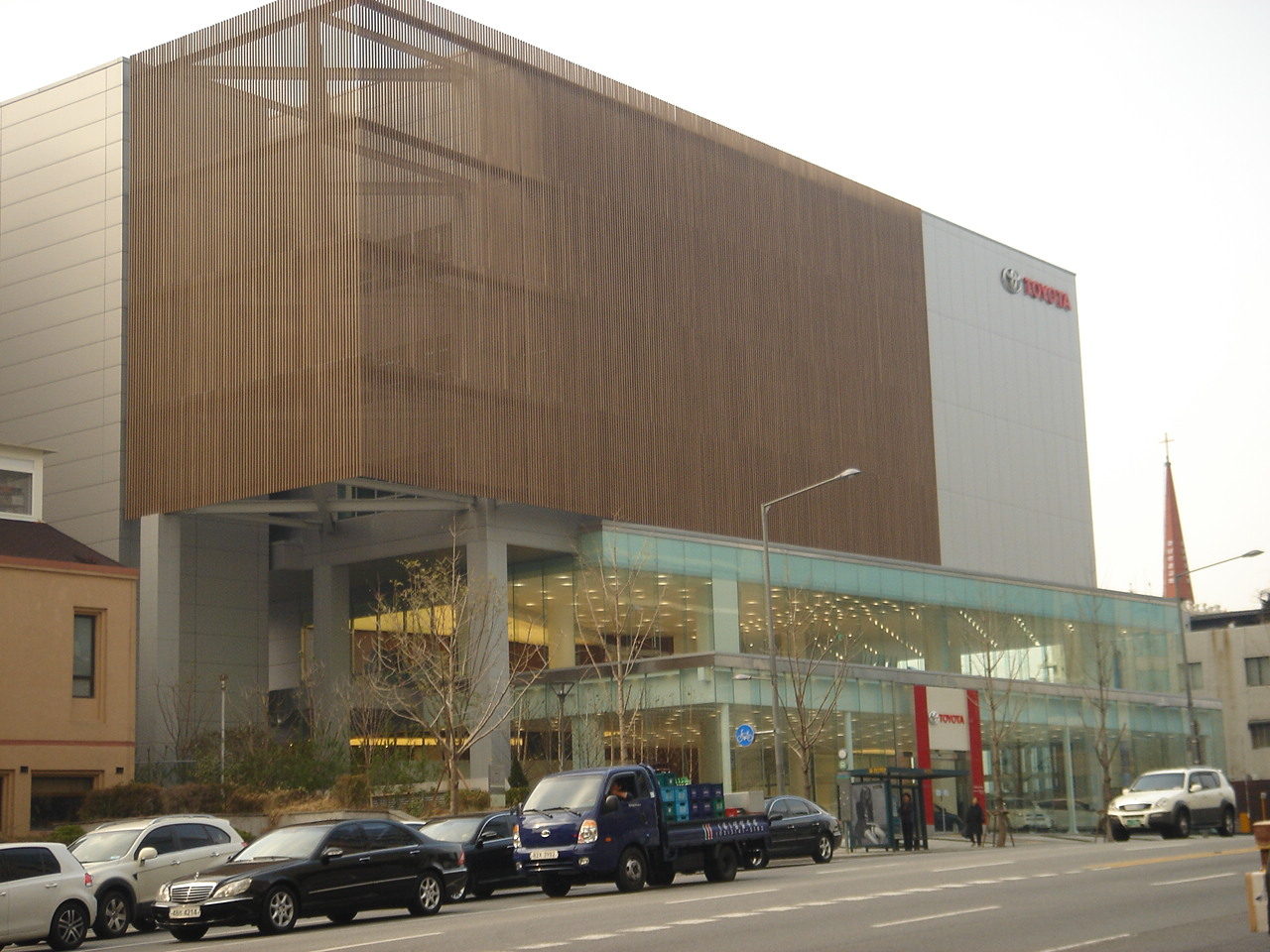
한국 토요타 자동차의 전시장(강남)

한국 토요타 자동차(韓國토요타自動車 일본어: 韓国トヨタ自動車 간코쿠 도요타 지도샤[*], Toyota Motor Korea Corporation)는 토요타 자동차의 대한민국 총수입 판매 대리점이다.
2000년 3월에 현지법인을 설립하고, 2001년 대한민국에 렉서스 브랜드를 론칭했으나, 토요타 브랜드는 관세 및 대한민국의 정책적인 문제로 수입되지 않았다. 그러나 닛산 및 미쓰비시, 혼다 등 일본산 수입차 시장이 급성장하는 대한민국 시장에서 다양해지는 소비자의 요구에 대응하기 위하여 2009년 10월 20일부터 토요타 브랜드를 론칭하고 각 전시장(지방 5개소, 서울 3개소)에서 판매를 시작했다.

## 브랜드

### 렉서스
- 렉서스 LS
- 렉서스 GS
- 렉서스 IS
- 렉서스 ES
- 렉서스 CT
- 렉서스 RX
- 렉서스 NX
- 렉서스 RC
- 렉서스 LC

### 토요타
- 아발론（Avalon）
- 캠리（Camry）
- 캠리 하이브리드（Camry HYBRID）
- 프리우스（Prius）
- 프리우스 Prime（Prius Prime）
- 프리우스 V (Prius V)
- 프리우스C（Prius C）
- RAV4
- 시에나（Sienna）
- 86

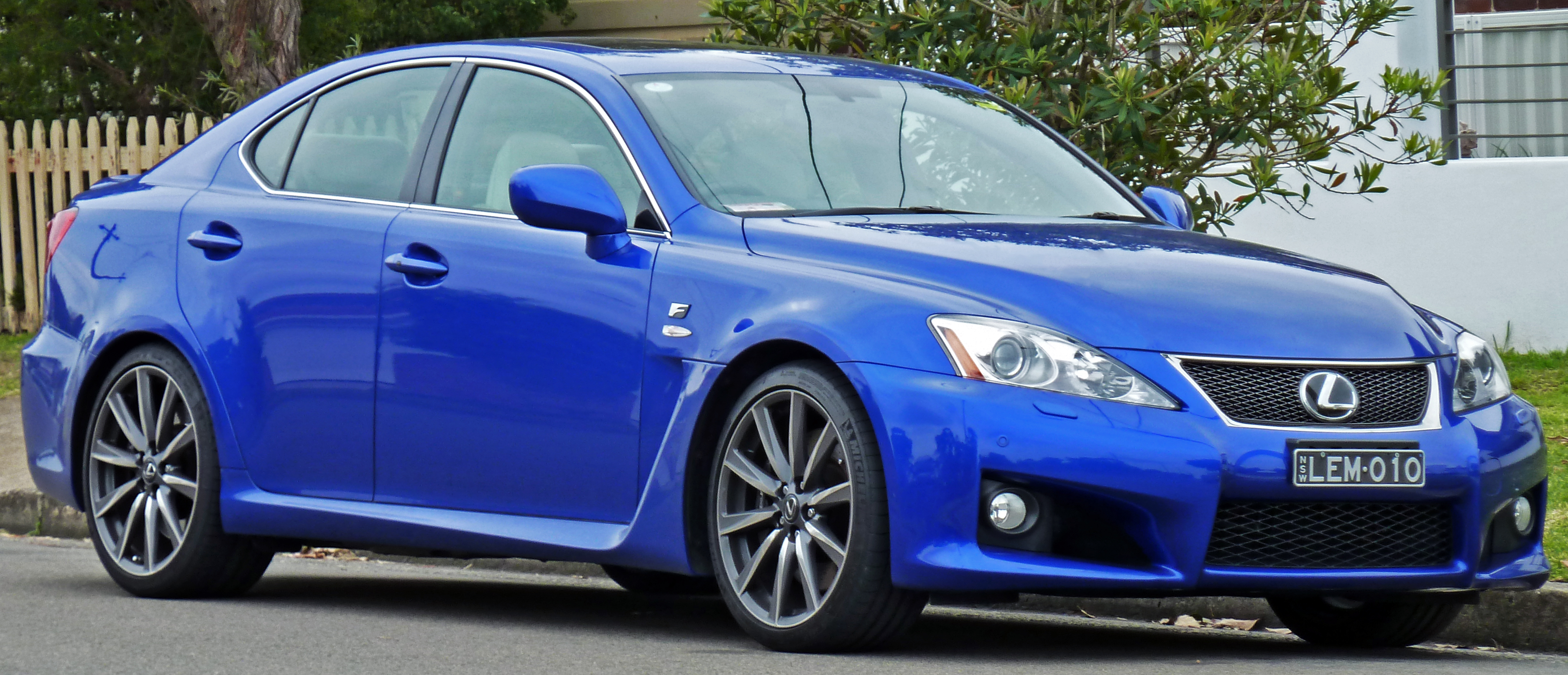
렉서스 IS F
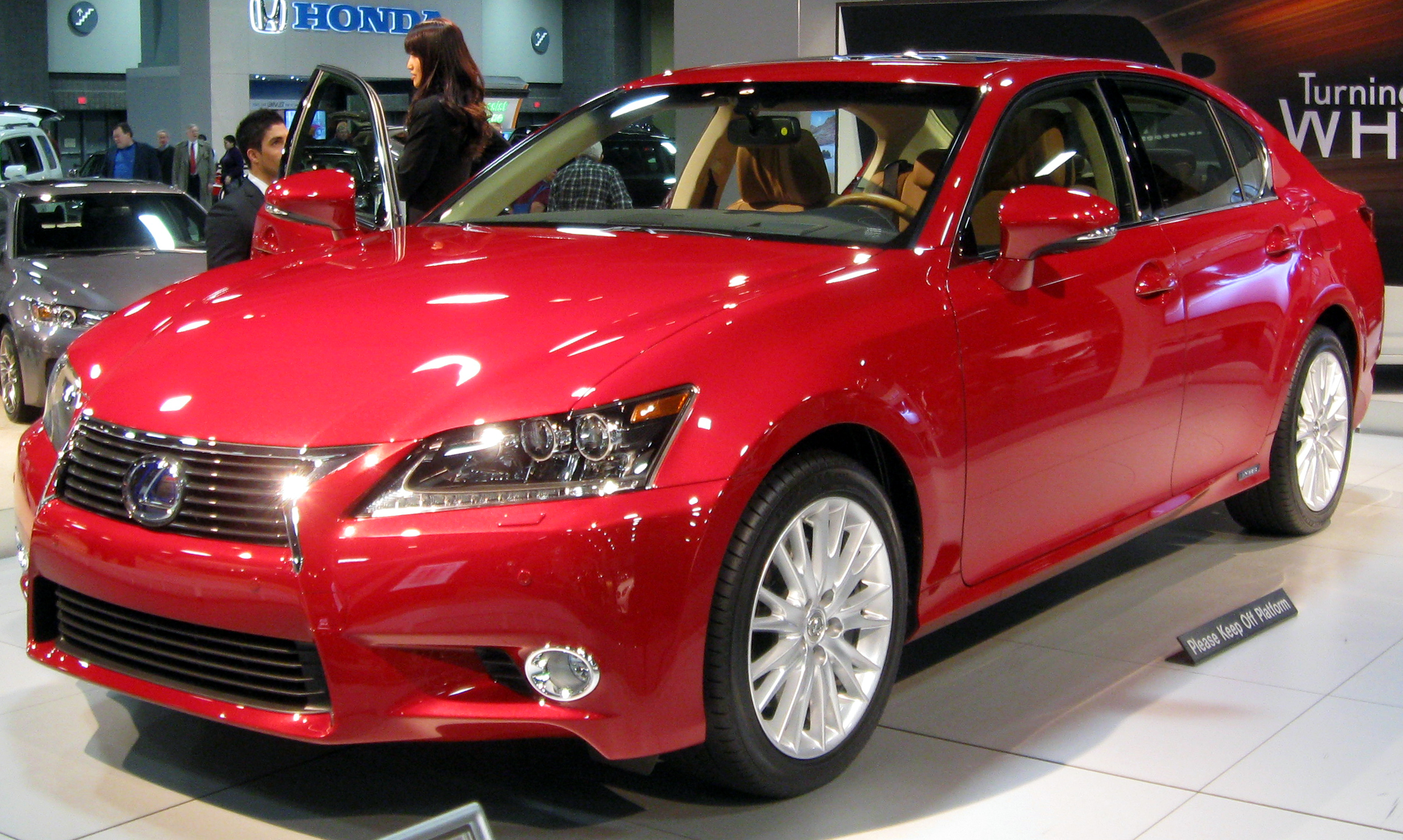
렉서스 GS
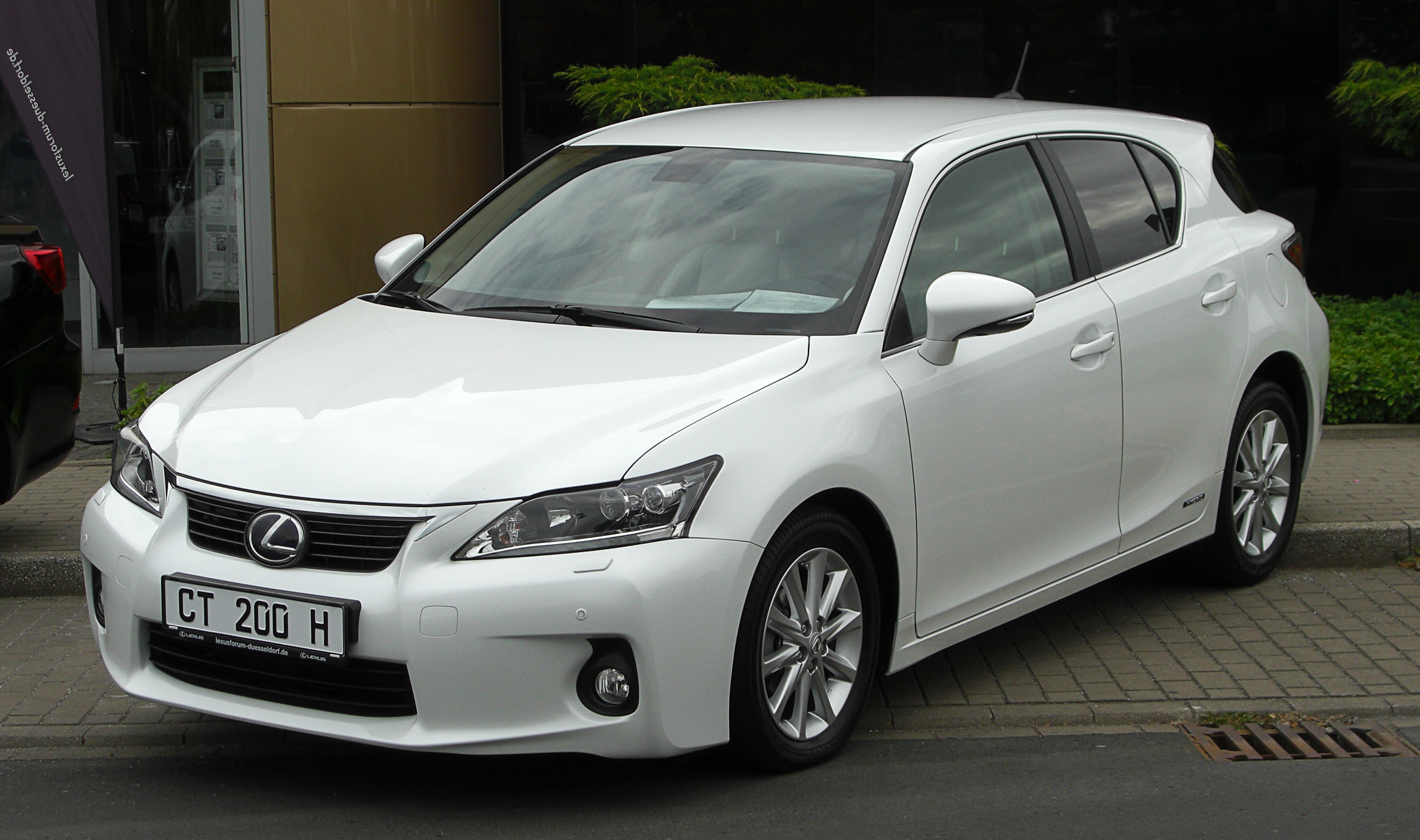
렉서스 CT
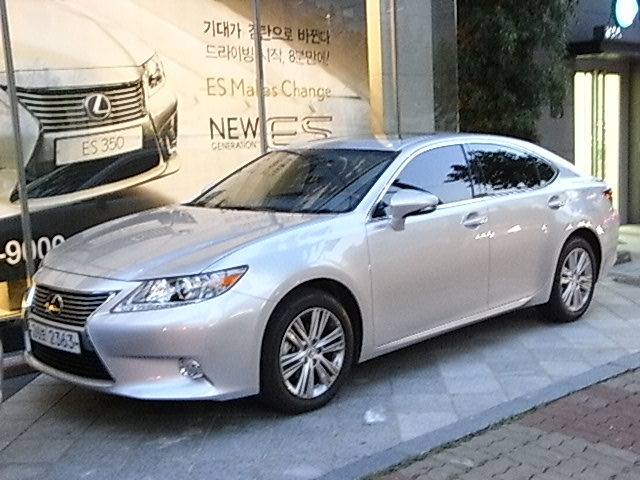
렉서스 ES
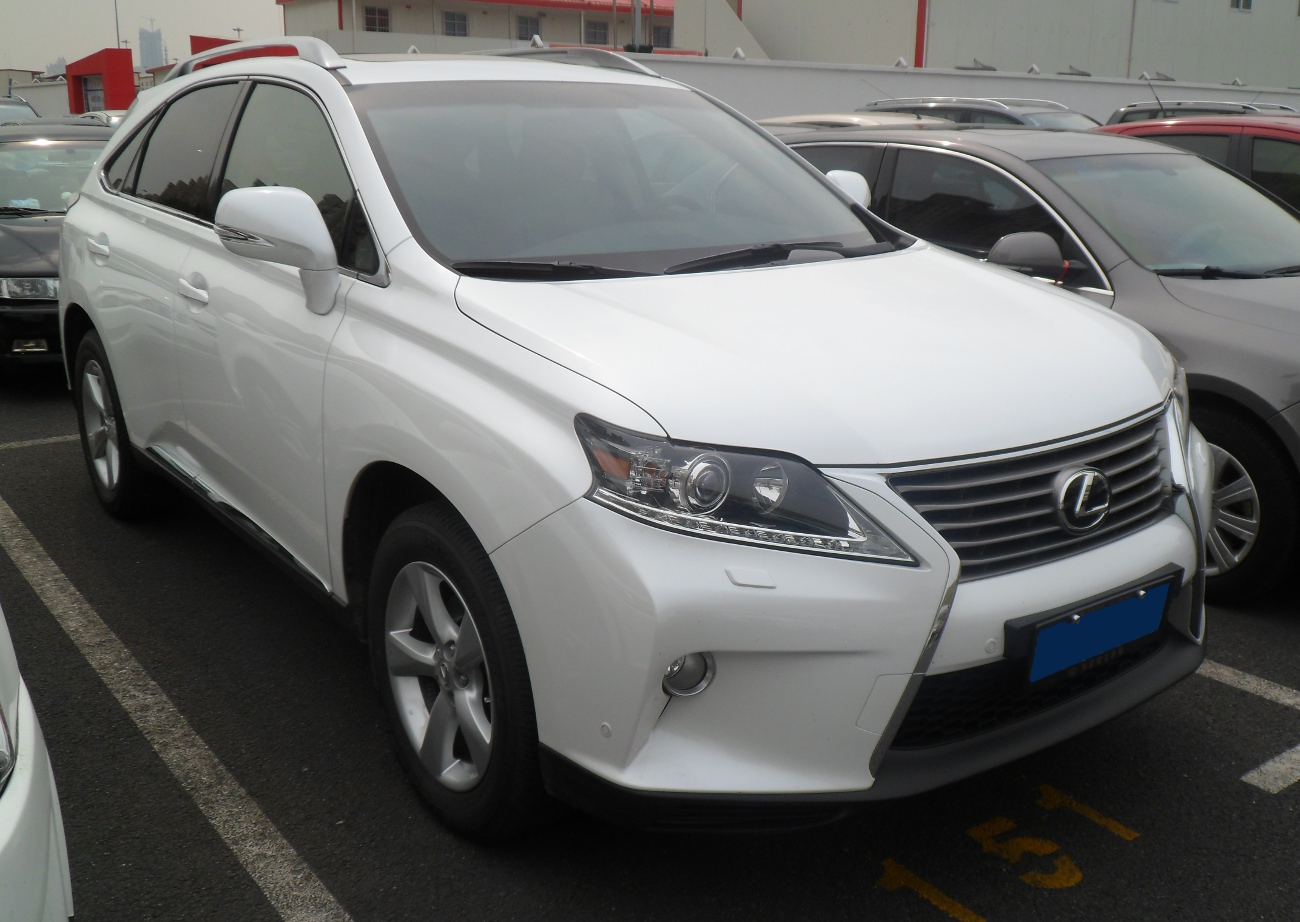
렉서스 RX
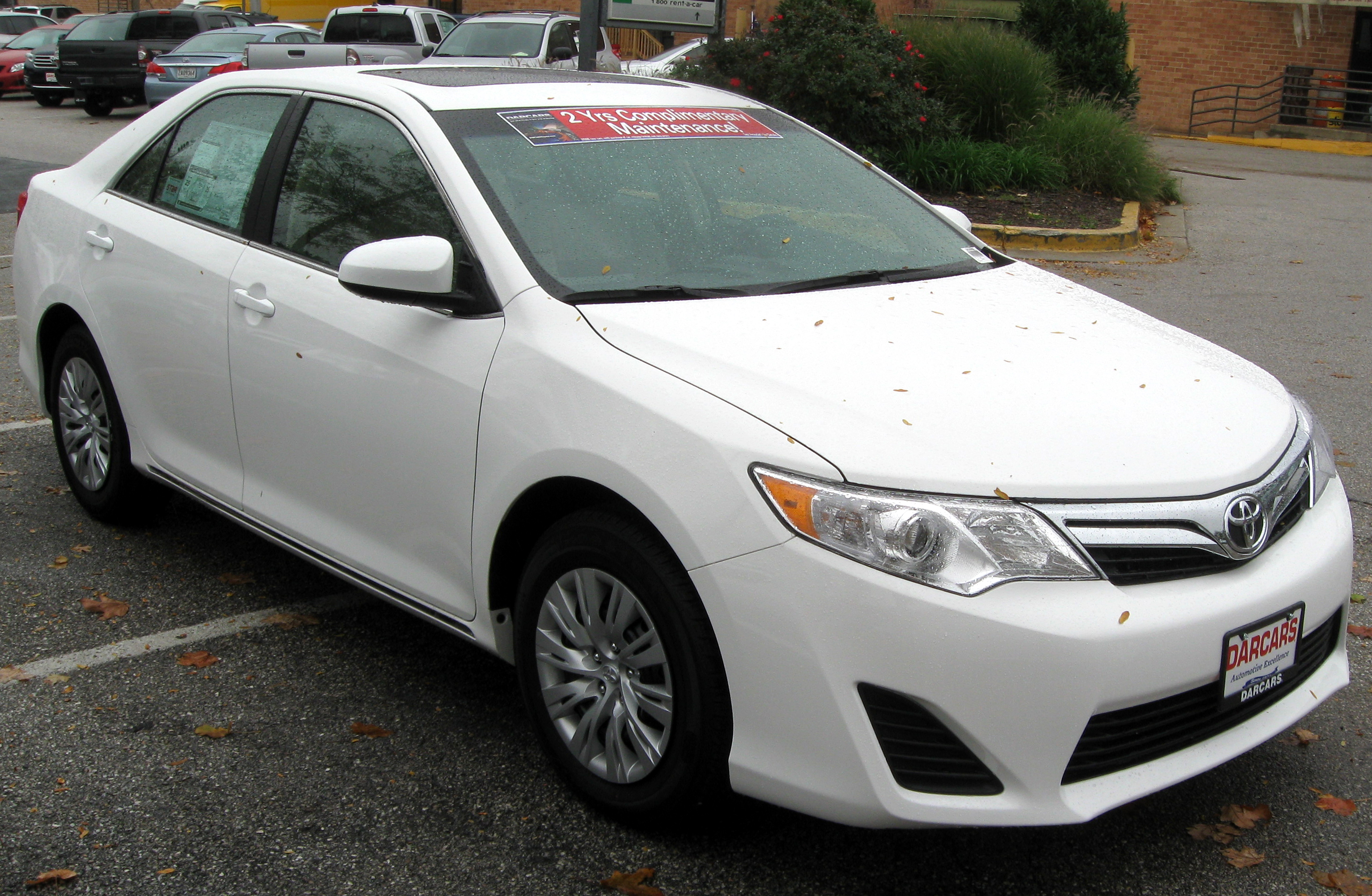
캠리
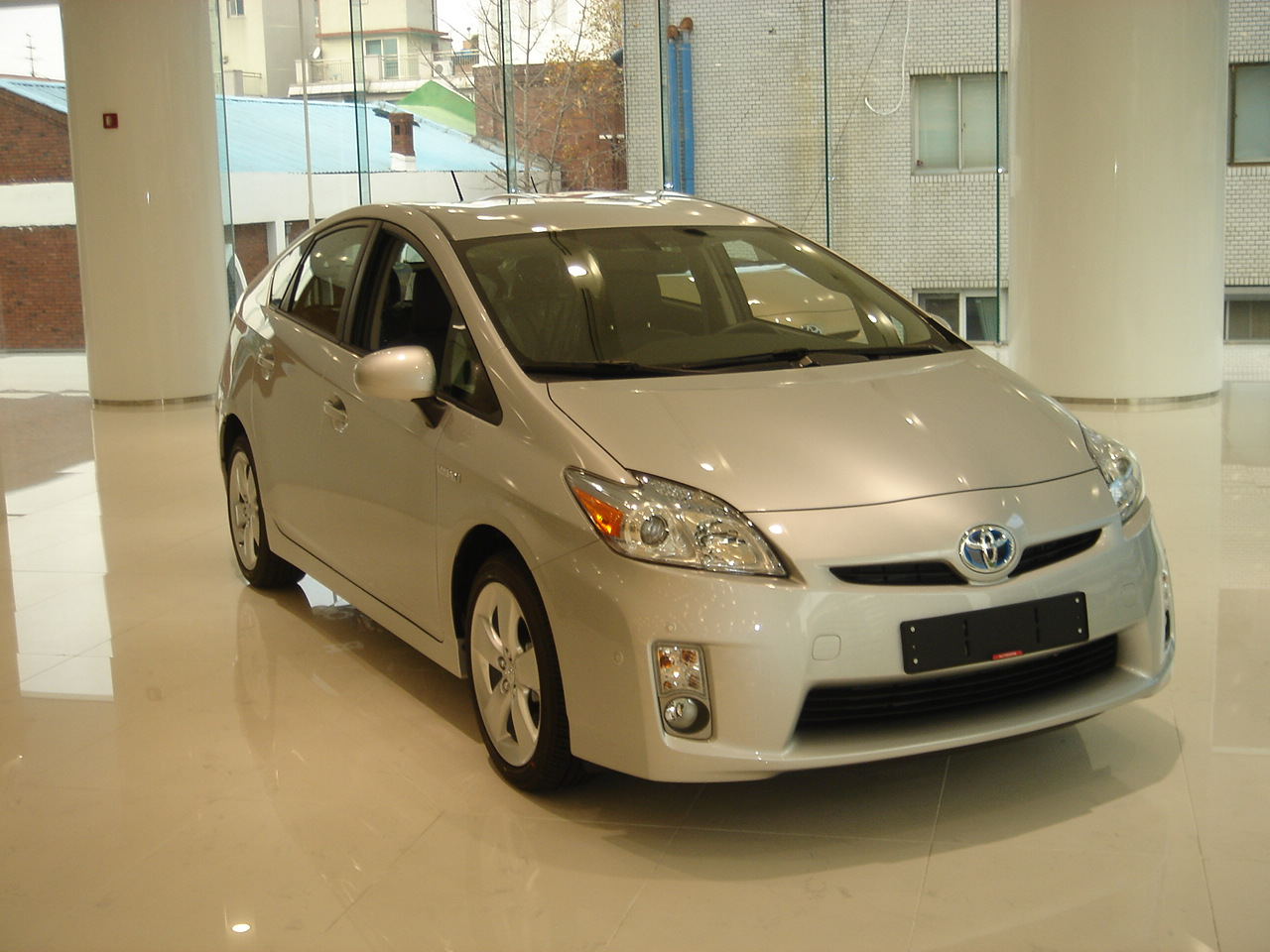
프리우스
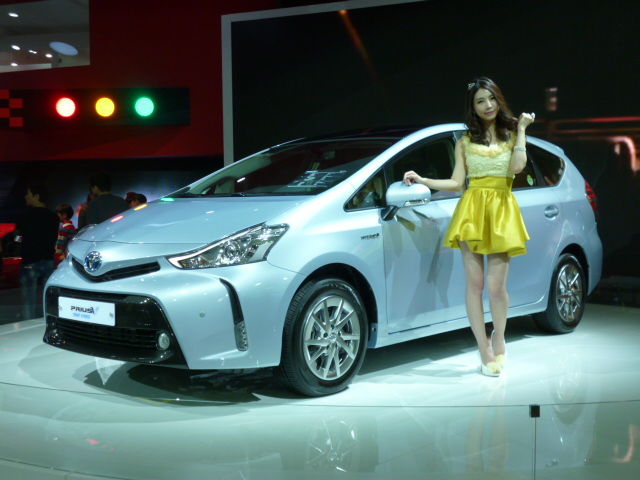
프리우스 V
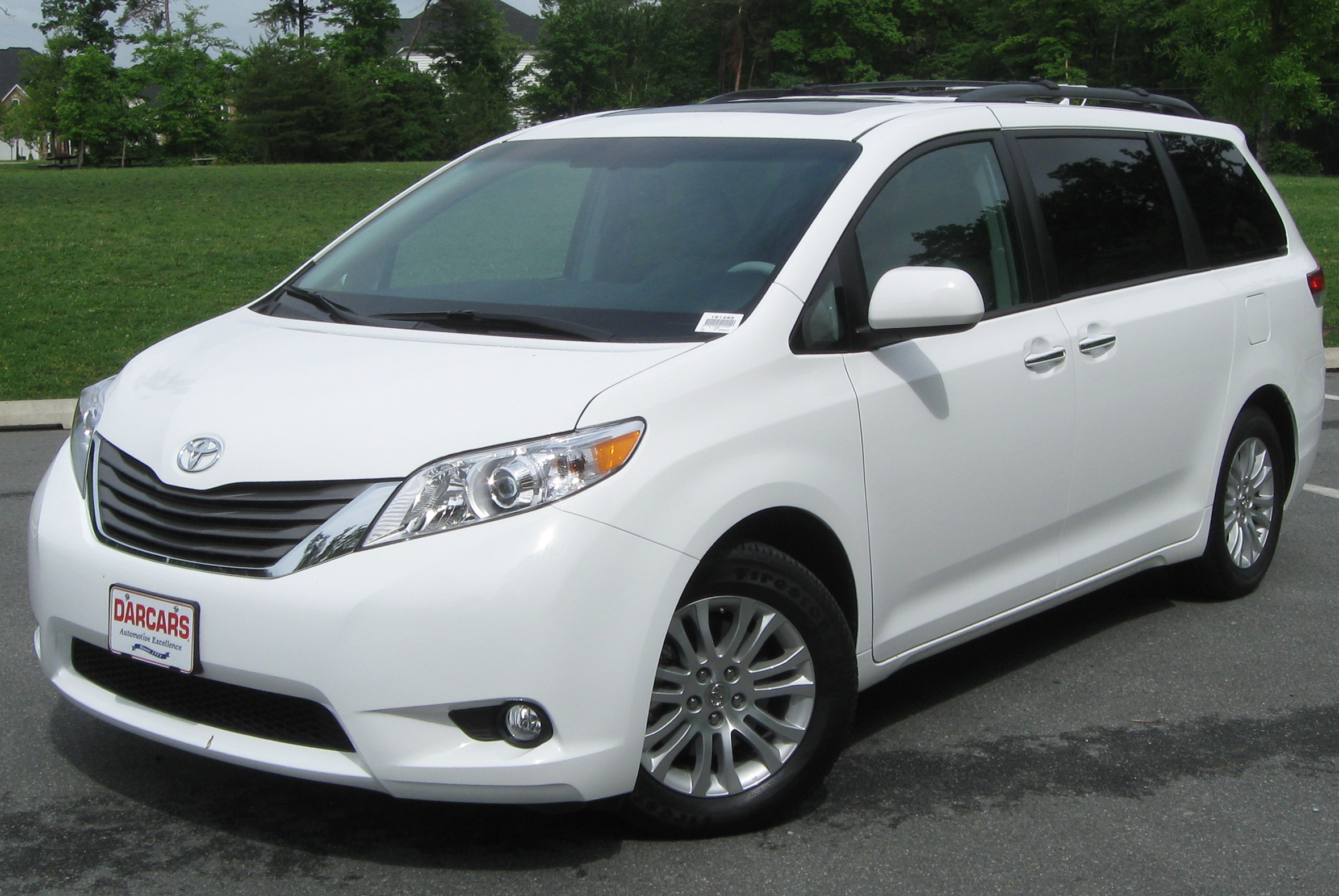
시에나
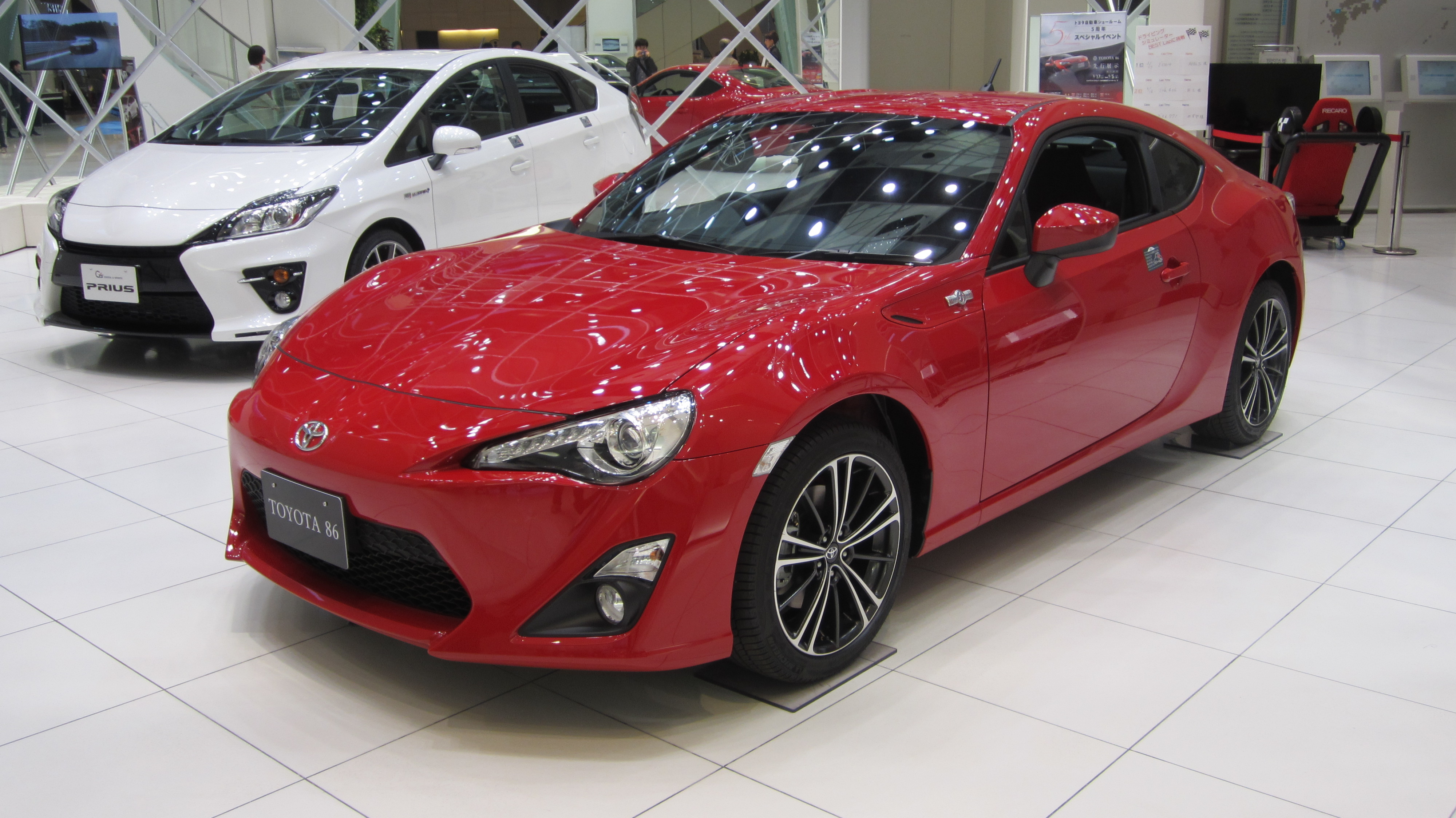
86
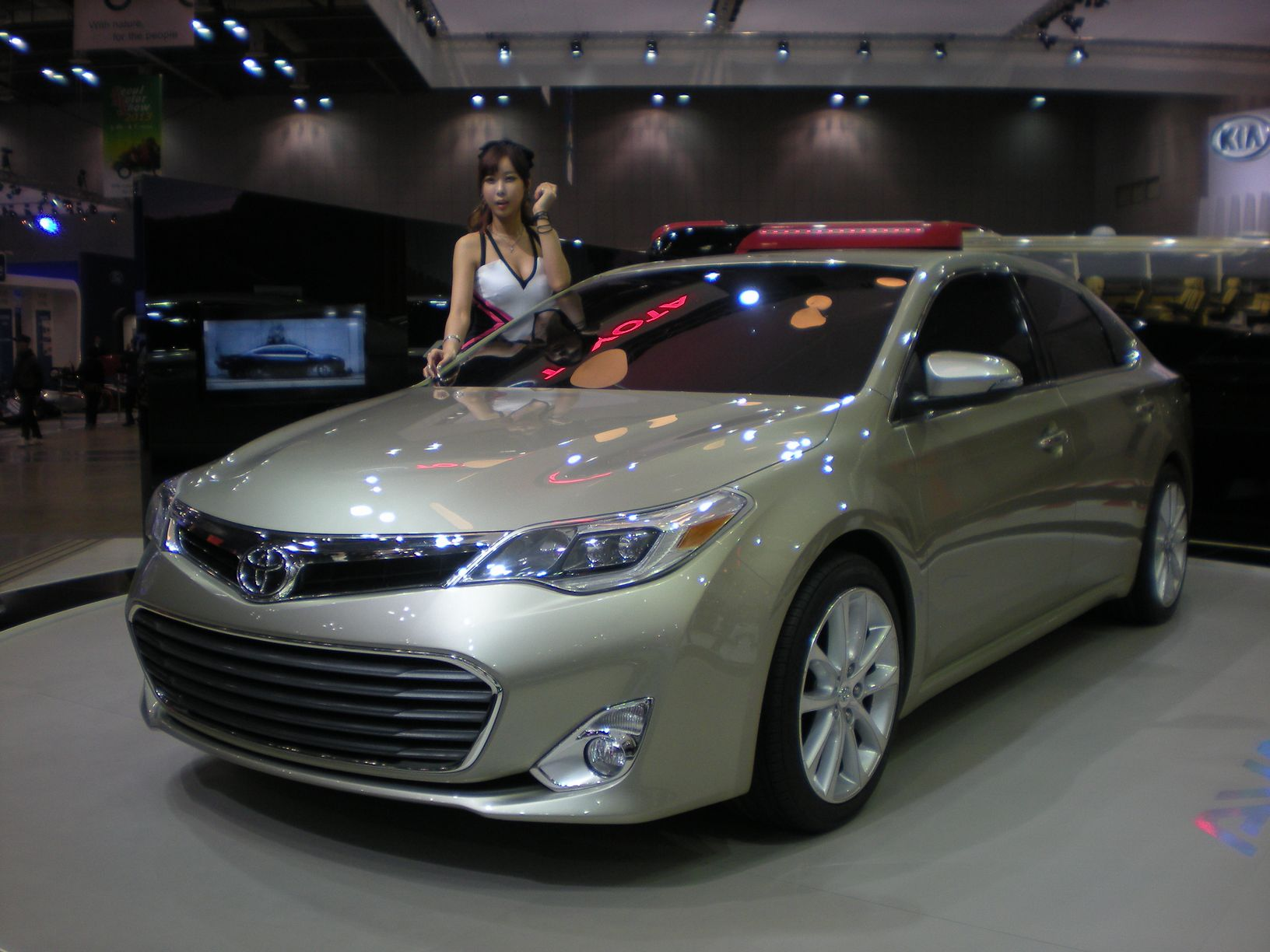
아발론
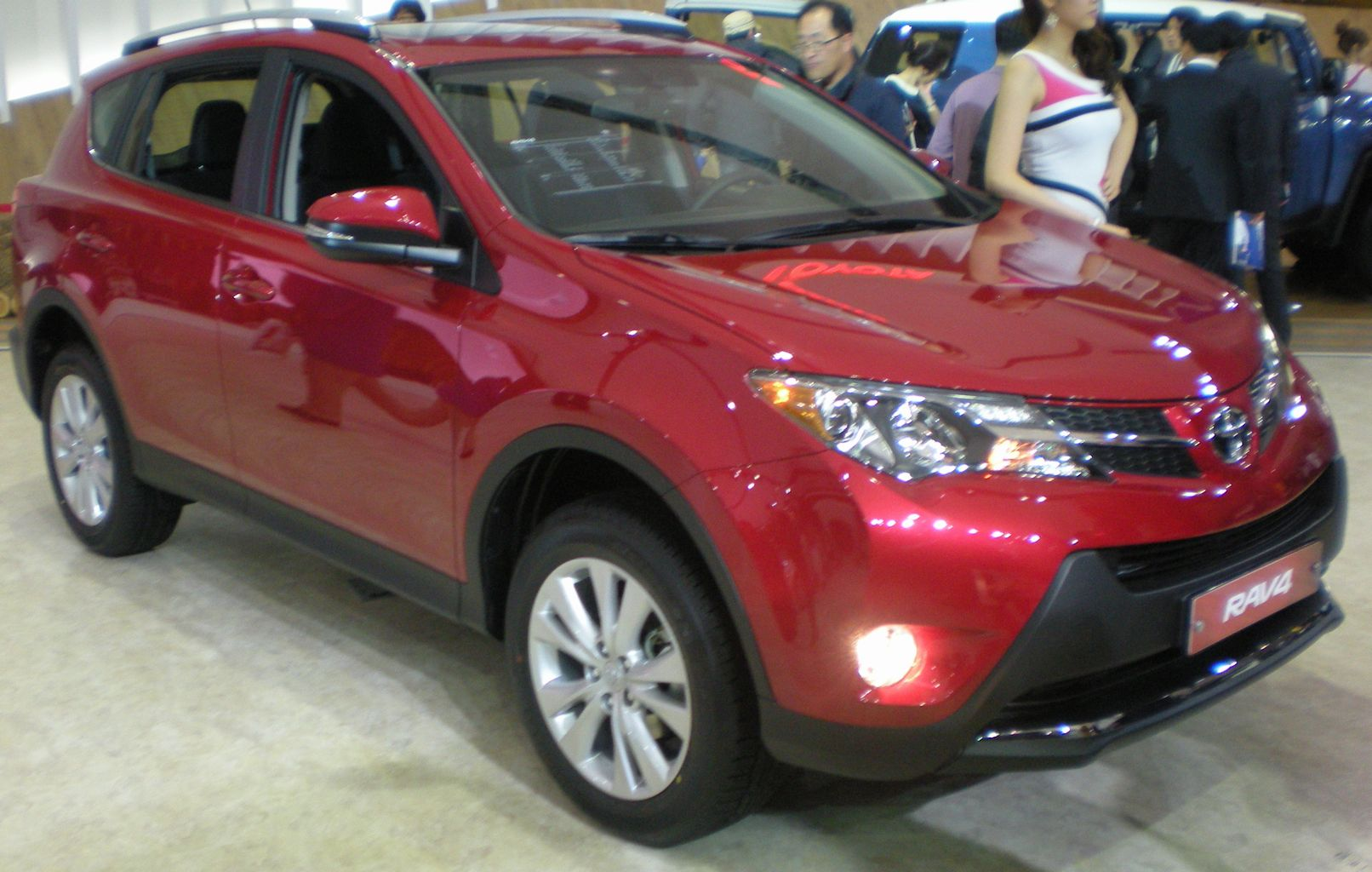
RAV4

## 그 외
- 한국 토요타 자동차가 설립되기 훨씬 전인 1965년부터 1972년까지 한국GM의 전신인 신진자동차가 토요타와 제휴해 크라운, 코로나, 퍼블리카, 토요에이스(한국명 에이스)를 조립 생산하여 신진 브랜드로 판매하였다.

- 1996년 대한민국 정부가 수입선 다변화 정책을 폐지하여 순수 일본제 승용차의 수입을 허용하기 전에는 그레이 임포터인 토요타 통상이 주한 일본계 기업 및 일본 대사관 전용으로 미국에서 생산한 아발론 및 캠리를 시험적으로 수입 판매하였다. 현재는 미국과의 FTA 발효로 캠리와 시에나 등을 미국에서 들여오고 있다.

- 한국 토요타 자동차는 토요타 브랜드의 도입을 계기로, 새로운 사회공헌 활동을 개시하였다. 최초 활동으로 2010년부터 대한민국 전 지역의 초등학교 저학년을 대상으로 '토요타 교통 안전 학교'를 실시하고 있다.[출처 필요]